# Saturate (album)
Albums de Breaking Benjamin
Breaking Benjamin
(2001) We Are Not Alone
(2004)
Singles
1. Polyamorous
Sortie : 16 juillet 2002
2. Skin
Sortie : 18 février 2003
3. Medicate
Sortie : 6 mai 2003

Saturate est le premier album studio du groupe de rock américain Breaking Benjamin. Il est sorti le 27 août 2002.  L'album comporte trois singles : Polyamorous, Skin et Medicate. L'album a été certifié or par la RIAA le 15 septembre 2015.
La chanson Wish I May est présente dans la bande originale du film Détour Mortel, sorti en 2003.

## Liste des titres
Toutes les paroles sont écrites par Benjamin Burnley, toute la musique est composée par Benjamin Burnley, Aaron Fink, Mark Klepaski et Jeremy Hummel.
| 1.    | Wish I May      | 3:58 |
| 2.    | Medicate        | 3:45 |
| 3.    | Polyamorous     | 2:56 |
| 4.    | Skin            | 3:20 |
| 5.    | Natural Life    | 4:00 |
| 6.    | Next To Nothing | 3:43 |
| 7.    | Water           | 4:12 |
| 8.    | Home            | 3:37 |
| 9.    | Phase           | 4:31 |
| 10.   | No Games        | 3:35 |
| 11.   | Sugarcoat       | 3:38 |
| 12.   | Shallow Baie    | 4:05 |
| 13.   | Forever         | 3:55 |
| 49:15 |                 |      |